# Caserío Landetxo Goikoa
El caserío Landetxo Goikoa, ubicado en el barrio de Landecho del municipio de Munguía (Vizcaya, España), está considerado uno de los ejemplares más arcaicos de vivienda rural existentes en el País Vasco.
Esta construcción data posiblemente del siglo XVI y se clasifica dentro de los denominados caseríos gótico-renacentistas.
Se trata de un edificio de planta rectangular oblonga y cubierta a dos aguas de caballete perpendicular a fachada principal que consta en alzado de dos plantas y camarote.
La fachada principal está conformada por tres módulos. Los dos laterales, adelantados respecto al central, se aparejan en mampostería y sillares en esquinales. En planta baja presentan sendos vanos adintelados no originales, y en superior vanos ojivales geminados con doble rosca labrada en sillares monolíticos.
En el cuerpo central se abre el soportal adintelado con gran imprenta. Se conserva el bastidor de piezas de madera con decoración geométrica y algunas de las tablas y arquillos de lo que fue el cierre de la planta superior. Este original cerramiento consistía en una pantalla de madera a base de lamas y tablas machihembradas organizadas en tres registros.
La construcción está dividida transversalmente por sólido cortafuego y conserva parte de la estructura original a base de postes de roble de gran sección. Asimismo, se conservan en la planta primera restos de los paneles de tabla machihembrada.
Actualmente está integrado en el parque temático Izenaduba, donde hace la función de casa del Olentzero.